# Hard Times (TV-serie, 1994)
Hard Times är en brittisk miniserie producerad av BBC från 1994 i regi av Peter Barnes. I rollerna ses bland andra Bob Peck, Alan Bates, Bill Paterson, Harriet Walter och Richard E. Grant. Serien är baserad på Charles Dickens roman Hårda tider från 1854. 

## Rollista i urval
- Harriet Walter - Rachel
- Bill Paterson - Stephen Blackpool
- Alan Bates - Josiah Bounderby
- Beatie Edney - Louisa Gradgrind
- Bob Peck - Thomas Gradgrind
- Emma Lewis - Sissy Jupe
- Richard E. Grant - James Harthouse
- Christien Anholt - Tom
- Dilys Laye - Mrs. Sparsit
- Damian Hunt - Tom som ung
- Alex Jennings - Bitzer
- Diana Fairfax - Mrs. Gradgrind
- Peter Bayliss - Sleary
- Timothy Bateson - Childers
- Fergus Brazier - Kidderminster som ung
- Elizabeth Cornfield - Louisa som ung
- Emma Roskilly - Sissy som ung
- Sam Stockman - Bitzer som ung